# Біомедицина

Вчений-біомедик

Біомедицина (Медична біологія) — це міждисциплінарна галузь науки, яка поєднує принципи біології та медицини для розуміння структури, функціонування та поведінки живих організмів, зокрема в контексті здоров’я та хвороб. Біомедицина охоплює широкий спектр дослідницьких напрямків і підходів, усі вони спрямовані на розширення знань про здоров’я людини та вдосконалення медичної практики.
Біомедицина включає вивчення біологічних систем на різних рівнях, починаючи від молекулярного та клітинного рівнів до тканин, органів і цілих організмів. Біомедицина досліджує механізми, що лежать в основі нормального функціонування живих організмів, і досліджує зміни, які відбуваються під час виникнення та прогресування захворювань.

## Сфери біомедицини
Сфери досліджень в біомедицині включають та не обмежуються такими дисциплінами:
- Молекулярна біологія: вивчає фундаментальні біологічні процеси на молекулярному рівні. Дослідники вивчають взаємодію ДНК, РНК, білків та інших молекул, щоб зрозуміти їхню роль у здоров’ї та хворобах.
- Біофізика: відіграє важливу роль у розумінні біологічних процесів на молекулярному, клітинному та організмовому рівнях. Біофізика поєднує принципи фізики, біології, хімії та математики для вивчення фізичних принципів, які лежать в основі біологічних явищ.
- Біохімія: досліджує хімічні процеси в живих організмах. Біохімія дає розуміння молекулярних основ біологічних функцій, клітинних процесів і механізмів захворювань.
- Клітинна біологія: клітинні процеси необхідні для розуміння того, як функціонують організми. Біомедицина досліджує клітинну структуру, функції та комунікацію, щоб отримати уявлення про різні захворювання та потенційні стратегії лікування.
- Системна біологія: об’єднує експериментальні дані, обчислювальні моделі та теоретичні підходи, щоб зрозуміти, як біологічні системи функціонують як ціле, беручи до уваги складні взаємодії між їхніми компонентами.
- Фізіологія: дослідження фізіології людини допомагають зрозуміти нормальне функціонування різних систем організму та те, як на них впливають хвороби та зовнішні фактори.
- Генетика і геноміка, епігенетика і епігеноміка: біомедицина покладається на ці науки, щоб дослідити, як гени чи їх епігеномна регуляція впливають на розвиток хвороб, і як цю інформацію можливо використовувати для персоналізованої медицини та цільової терапії.
- Фармакологія: біомедицина також включає і взаємодіє з фармакологію, дослідженням того, як ліки взаємодіють з організмом і як їх можна використовувати для лікування хвороб.
- Біомедична інженерія: застосовує інженерні принципи для проектування та розробки медичних пристроїв, інструментів діагностики та медичної візуалізації, протезів та інших технологій охорони здоров’я для покращення догляду за пацієнтами.
- Біотехнологія: ці галузь застосовують біологічні знання для розробки нових технологій та інструментів для медичних досліджень, діагностики та терапії, таких як технологія рекомбінантної ДНК, і методи генотерапії та редагування генома.
- Медична реабілітація: фокусується на оцінці та лікуванні осіб із фізичними чи когнітивними порушеннями, інвалідністю або хронічними захворюваннями, щоб допомогти їм відновити працездатність, незалежність та покращити якість життя.
- Біоінформатика: поєднує біологію, інформатику та статистику для аналізу та інтерпретації біологічних даних, особливо великих наборів даних, створених за допомогою геноміки, протеоміки та інших методів мультиоміки й інших високопродуктивних технологій.
- Біокібернетика: міждисциплінарна область, яка поєднує принципи біології, медицини та кібернетики для вивчення та розуміння біологічних систем, зокрема в контексті здоров’я та хвороб. Біокібернетика використовує кібернетичні концепції, математичне моделювання та комп’ютерне моделювання для аналізу та контролю фізіологічних процесів, систем зворотного зв’язку та регуляторних механізмів у живих організмах.
- Нейронаука: фокусується на структурі та функції нервової системи, включаючи мозок і нейронні мережі. Біомедицина в нейронауці також досліджує неврологічні розлади та психічні захворювання з метою розробки кращих методів лікування та терапії.
- Регенеративна медицина: зосереджується на розробці методів лікування для відновлення пошкоджених тканин і органів, спрямованих на заміну або регенерацію клітин для лікування різних захворювань та патологічних станів.
- Наномедицина: передбачає використання нанотехнологій для доставки ліків, діагностичних агентів або інструментів візуалізації на нанорозмірі, що забезпечує цілеспрямоване та точне лікування.
- Імунологія: ця область зосереджена на імунній системі організму, яка відіграє життєво важливу роль у захисті від інфекцій і підтримці здоров’я. Дослідження в галузі імунології сприяють розробці вакцин та імунотерапії.
- Епідеміологія: відіграє важливу роль у розумінні закономірностей виникнення захворювань, виявленні факторів ризику та інформуванні про втручання у сфері громадського здоров’я.
- Медична інформатика: передбачає застосування інформаційних технологій і науки про дані в охороні здоров’я для покращення догляду за пацієнтами, медичних досліджень і управління системою охорони здоров’я.

## Медичні застосування
Біомедицина є основою для сучасної медичної практики та привела до значного прогресу в діагностиці, лікуванні та профілактиці захворювань. Вона зробила внесок у розробку нових фармацевтичних препаратів, медичних приладів, хірургічних методів і діагностичних засобів, які покращили результати лікування пацієнтів і подовжили тривалість життя людини.
Медична біологія є наріжним каменем сучасної охорони здоров'я та лабораторної діагностики. Це стосується широкого спектра наукових і технологічних підходів: від in vitro діагностики до екстракорпорального запліднення; від молекулярних механізмів кістозного фіброзу до динаміки захворюванності; від мульти-оміксного розуміння молекулярних взаємодій до клітинного перепрограмування та клітинної інженерії; від нуклеотидного поліморфізму (SNP) до генотерапії.
Біомедицина включає в себе вивчення (патологічних) фізіологічних процесів методами біології, хімії та фізики. Підходи варіюються від розуміння молекулярних взаємодій до вивчення наслідків в природних умовах. Ці процеси досліджуються з точки зору розробки нових стратегій для діагностики та терапії.

### Книги
- Серія книг Advances in Experimental Medicine and Biology (Springer, 2003-2023+)
  - Genome Editing in Biomedical Sciences / Geraldo A. Passos, — Springer Cham, 2023. ISBN 978-3-031-33324-8
  - Han, Dong-Wook; Hong, Suck Won (2022). Multifaceted biomedical applications of graphene. Singapore. ISBN 978-981-16-4923-3.
  - Meguid Eiman Abdel; Mishall Priti L.; Nation Haley L.; Rea Paul (2023). Biomedical visualisation. Volume 15. Cham. ISBN 978-3-031-26462-7

### Журнали
- Science Translational Medicine (сайт)
- EBioMedicine
- Nature Biomedical Engineering (сайт)
- Experimental & Molecular Medicine (сайт)
- Biomedicine and Pharmacotherapy
- Computer Methods and Programs in Biomedicine
- Biomedicines (Switzerland)
- Biomedicine (Taiwan)
- Reproductive BioMedicine Online
- NMR in Biomedicine
- Nano Biomedicine and Engineering
- Медицина світу